# Інспектор Морс
Інспектор Морс (англ. Inspector Morse) — британський детективно-драматичний телесеріал, заснований на серії романів Коліна Декстера. Головні ролі виконали Джон Тоу (Старший інспектор Морс) та Кевін Вотлі (Сержант Льюїс). Серіал складається з 33 двогодинних епізодів (100 хвилин без урахування реклами), створених між 1987 та 2000 роками. Декстер брав участь в епізодичній ролі у всіх епізодах, крім трьох.
У 2018 році читачі «Radio Times» назвали серіал найкращою британською кримінальною драмою всіх часів. У 2000 році серіал посів 42 місце в рейтингу 100 найкращих британських фільмів за 100 років за версією Британського інституту кіно.
Кожен епізод є закінченою історією розслідування, яке проводить старший інспектор детектив Індевор Морс з відділу кримінальних розслідувань відділення поліції «Темз Веллі» Thames Valley Police в Оксфорді.
У роботі над окремими фільмами серіалу брали участь відомі британські режисери Ентоні Мінгелла, Денні Бойл, Джон Медден та Антонія Берд. Головну роль телесеріалі зіграв Джон Тоу. Роль партнера Морса, сержанта Роббі Льюїса, виконав Кевін Вотлі. Для фільмування були запрошені зірок залучалися відомі британські театральні актори. Автор романів Декстер з'являється у невеликих ролях (без вказівки у титрах) у всіх епізодах телесеріалу, окрім трьох.
Телесеріал та його творці були нагороджені численними престижними нагородами та номінаціями, у тому числі премії БАФТА в галузі телебачення, премії Гільдії письменників Великобританії, премія Едгара Аллана По та премії Національного телебачення Великобританії.
Продовжив серію спін-офф Льюїс та приквел Індевор.

## Синопис
Дія більшості епізодів телесеріалу відбувається наприкінці 1980-х та у першій половині 1990-х років в Оксфорді у Великобританії. У кожній окремій історії розслідується одне або декілька, як правило, пов'язаних між собою вбивств, які, однак, не мають жодного відношення до злочинів в інших фільмах телесеріалу. Основні персонажі, за винятком співробітників поліції, у кожному фільмі серіалу також є нові.
Розслідування злочинів ведеться силами відділення поліції «Темз Веллі» в Оксфорді, яке очолює головний суперінтендант Стрендж (Джеймс Грут). Безпосереднє керівництво слідством здійснює головний інспектор Морс, допомагає йому детектив, сержант Роббі Льюїс. При розслідуванні Морс і Льюїс використовують висновки традиційної судово-медичної експертизи, проте практично не застосовують жодних комп'ютерних чи інших передових технологій.
Відсутні повністю або зведені до мінімуму сцени насильства, бійки, погоні та перестрілки, характерні для більшості кримінальних стрічок. Головним методом роботи детективів є допит свідків та підозрюваних, на підставі яких вони роблять висновки та формують версії слідства. Допити рідко проводять у будівлі поліції, як правило, детективи виїжджають безпосередньо за місцем проживання або роботи свідків. Іноді вони ведуть допити разом, іноді поодинці, в деяких випадках Льюїс проводить допити свідків самостійно. Морс особисто допитує всіх ключових свідків, з деякими з них вступаючи у відносини щодо кола його особистих інтересів (що іноді допомагає у розкритті справи).
Льюїс за дорученням Морса виконує всю рутинну архівну та чорнову роботу, а також відповідає за роботу з документами. У процесі слідства як Морс, так і Льюїс постійно обговорюють його хід між собою та іноді зі Стренджем, висуваючи різноманітні версії злочинів, при цьому часто змінюючи їх залежно від нових даних. Хоча початкові версії детективів є невірними, проте з кожною наступною версією, що часом змінює картину злочину кардинальним чином, вони все ближче наближаються до істини.
У ході слідства Морсу часто доводиться конкурувати з іншими призначеними зверху слідчими, які спочатку досягають успіху, але не здатні досягти тієї глибини розуміння ситуації, яка притаманна Морсу. Поліцейські чиновники, що стоять вище, практично в кожному фільмі мають претензії до Морса, і часто його навіть усувають від справи. Хоча його безпосередній шеф, головний суперінтендант Стрендж, ставиться до Морса позитивно, він не завжди може захистити його від вищого керівництва. З усім тим, в останній момент Морсу завжди вдається не тільки відновити свій контроль над слідством, але й за допомогою геніального припущення поставити в ньому вирішальну точку.

## Загальний опис
Спочатку телесеріал був заснований на серії з 13 детективних романів британського письменника Коліна Декстера про головного інспектора оксфордського відділення поліції «Темз Веллі» Морса та його помічника, сержанта Льюїса. Десять із тридцяти трьох фільмів поставлені безпосередньо за романами Декстера . Крім Декстера, сценарії для епізодів серіалу писали й інші автори — зокрема, Джуліан Мітчелл, Алма Каллен, Деніел Бойл та Пітер Бакман. Кожен з епізодів є самостійним фільмом — двогодинною (з урахуванням перерви на рекламу) історію із закінченим сюжетом. Дія всіх фільмів відбувається в Оксфорді, де й проводилися основне фільмування .
У 1987—1993 роках серіал вироблявся продюсерською компанією Zenith Productions для регіональної телекомпанії Central Independent Television (яка згодом стала частиною мережі незалежного телебачення ITV) і спочатку демонструвався у Великобританії каналом ITV. У 1995—2000 роках він вироблявся компанією Carlton Television (з 1996 — Carlton спільно з WGBH), яка нині також є частиною ITV .
Кінокритик Шарлотта Брансдон зазначає, що «телесеріал вперше демонструвався в прайм-тайм на британському комерційному мережевому телеканалі ITV, своєю високою якістю суттєво зміцнивши його репутацію, досягнуту завдяки таким серіалам, як «Повернення до Брайтсхеду» (1981) та «Дорогоцінність в короні» (1984)» . Вона пише, що «цей чарівно зроблений меланхолійний серіал домігся визнання як у критики, так і у глядачів. У Британії серіал збирав аудиторію до 15 мільйонів, і він широко експортувався до інших країн, вносячи внесок у міжнародний імідж Англії як країни спритних шпилів будівель, зеленої природи та серйозної акторської гри».

## У головних ролях
- Джон Тоу[en] — головний інспектор Морс (33 епізоди, 1987—2000)
- Кевін Вотлі[en] — детектив, сержант Роббі Льюїс (32 епізоди, 1987—2000)
- Джеймс Ґраут[en] — головний суперінтендант Стрендж (22 епізоди, 1987—2000)
- Пітер Вудторп[en] — Макс, патологоанатом (7 епізодів, 1987—1988)
- Аманда Гіллвуд[en] — Грейлінг Рассел, патологоанатом (4 епізоди, 1989)
- Клер Голман[en] — Лора Гобсон, патологоанатом (5 епізодів, 1995—2000)
- Ліз Кеттл[d] — констебль поліції (5 епізодів, 1988-1992)

## Оцінка та характеристика серіалу
За словами кінокритика Філіпа Вікема, «Інспектор Морс» виділяється серед інших «адресованих середньому класу безпечних та стерильних телепрограм», являючи собою «одну з безперечних насолод» цього жанру. Хоча, як і традиційні серіали, він «несе телеглядачам почуття комфорту», але при цьому стоїть «в одному ряду з гострішими роботами. А зразкова художня майстерність і моральна складність підіймають його набагато вище за безліч вторинних трилерів, що пішли його стопами». Критик вважає, що «зовні цей серіал пропонує мало нового або революційного, використовуючи добре знайому конструкцію англійського детектива з пошуком злочинця», іноді піднімаючись до розгляду складних психологічних аспектів людського життя. Разом з тим, як пише Вікем, він «встановив новий стандарт телевізійної драми» і «вплинув на британське телебачення». Тривалість кожного фільму становила дві години, а «дія розвивалася в характерному повільному темпі». Однак, за словами Вікема, «успіх серіалу показав, що аудиторія добре приймає такий формат, якщо історія досить захоплива, а середовище, в якому вона розвивається, — приємне». Критик зазначає, що «значна частка насолоди від фільму полягає у просторі та деталях», коли «неквапливо демонструються види давніх будівель, вінтажних машин та справжній ель під класичну музику». На думку Шарлотти Брансдон, попри показ нових технологій, своїм акцентом на демонстрації традиційного англійського способу життя «Інспектор Морс» швидше ближче до «ретро-детективів» про Шерлока Холмса, Еркюля Пуаро та міс Марпл, ніж до таких сучасних детективних серіалів, як «Між рядків» (1992—1994) або «Чисто англійське вбивство» (1984—2010) .
Брансдон вважає, що свої претензії на «якісне телебачення» фільм заявив і постійним апелюванням до творів «високої культури, особливо у використанні літературних та оперних мотивів, що органічно вписуються в тканину історії». Критик особливо підкреслює значення музики, причому як у розвиток сюжету, так розкриття образів героїв. Зокрема, «класична музика постійно подається як найбільша насолода для Морса». Крім того, протягом усього серіалу класична, церковна та хорова музика постійно використовується для створення атмосфери картини, поряд з «дуже характерними оповідально-надмірним фільмуванням будівель Оксфордського університету».
Разом з тим, як зазначає Вікем, навряд чи хтось звинуватить серіал у «життєвому реалізмі» — оскільки, якщо судити з цього фільму, «за рівнем вбивств Оксфорд сміливо може конкурувати з Бронксом», а «Морса з його ненавистю до комп'ютерів давно мали відправити на пенсію» — проте «тут спрацьовує високий рівень реалізму на емоційному рівні». За словами Брансдон, «сюжети фільму, до яких часто залучені дуже багаті люди — та їхні чудові будинки — тяжіють скоріше до людських, аніж до соціальних чинників. Оксфорд Морса сповнений сімейної та професійної ревнощів та пристрасті, а не міської знедоленості, безробіття та кримінальних суб-культур». Крім того, у фільмах серіалу завжди присутня нотка іронії: зокрема, «Морс незмінно западає на підозрювану жінку, червоніє, коли зізнається, що ніколи не був одружений, і запрошує її на вечерю в невідповідний момент», крім того, спочатку «він неправильно обчислює вбивцю, виправляючи ситуацію в останній момент, але, зрештою, це лише додає насолоди».

## Виконавці головних ролей
Вікем зазначає, що «значна частина успіху серіалу досягається завдяки визначній грі Джона Тоу в головній ролі, в якій він передає невгамовний смуток і розчарування з приводу моральної нестійкості та слабкості живих істот, насамперед себе самого» . На думку Брансдон, «вибір на велику роль Джона Тоу значною мірою визначив обличчя серіалу». По-перше, глядач отримує «безпосереднє задоволення від похмурого і стриманого Тоу, який — на відміну від деяких із запрошених зірок — видає глибоку за стандартами телебачення гру» . Слід зазначити, що в той час Тоу був найбільше відомий як «лайливий, що не визнає субординації та неортодоксальний інспектор Ріган з телесеріалу «Суїні», який йшов у Великобританії в 1970-і роки та вважався надмірно жорстоким і особливо змістовний у стиранні представниками закону та злочинцями (приблизно в тому ж дусі, як і фільм Дону Сігела «Брудний Гаррі» з Клінтом Іствудом у головній ролі)» . Цього разу Тоу знову постає в образі «доброго детектива, але поганого поліцейського», проте «Інспектор Морс» «уникає інстинктів та екшну, віддаючи пріоритет інтуїції та дедукції» .

## Характеристика основних персонажів

### Інспектор Морс
Інспектор Морс зазвичай представляється просто як Морс. Всі звуть мене просто Морс», а на запитання про ім'я іноді жартома відповідає «Інспектор». Своє справжнє ім'я — Індевор — він називає лише одного разу, коли пояснює своєю знайомою, що його батько був шанувальником капітана Джеймса Кука, і з цієї причини дав сину ім'я на честь корабля капітана — Індевор. Протягом серіалу Морс обіймає посаду головного інспектора Відділу карного розшуку «Темз Веллі» в Оксфорді. Хоча за своїми аналітичними здібностями Морс перевершує рівень звичайного детектива, проте його нелюдимість і відсутність кар'єрних амбіцій, а також недоброзичливці серед керівництва не дозволяють йому просунутися службовими сходами. Як зауважив про свого персонажа актор Джон Тоу, «я думаю, вся річ у тому, що Морс — поганий поліцейський, але добрий детектив. Ця характеристика описує його найкраще» . Як детектив Морс блискучий, але він не завжди правий. Він часто заарештовує не тих людей або приходить до невірних висновків, проте його несподівані припущення у фіналі завжди дозволяють викрити злочинця. Як зазначає Брандсон, «Морс часто не правий — але у фіналі правий завжди».
Крім любові до класичної музики (особливо до Вагнера та Моцарта), яку він постійно слухає на підвищеній гучності як вдома на дорогому вініловому програвачі Roksan Xerxes, так і «у своєму улюбленому Ягуарі» , Морс захоплюється розгадуванням складних кросвордів. Він також є поціновувачем класичної художньої літератури та гарного темного елю . Багато його справ так чи інакше зачіпає ці питання, що цікавлять його, що допомагає йому розкривати злочини. Крім того, Морс часто намагається завести неформальні стосунки з жінками, які проходять як підозрювані чи свідки у справі, проте, як правило, не має у цьому особливого успіху. Схильність Морса до випивки, його складнощі з особистим життям і неувага до власного здоров'я роблять його трагічнішою особистістю в порівнянні з класичними детективами минулого. Сама смерть Морса в останньому фільмі серіалу «День каяття» викликана проблемами з серцем, ускладненими важким пияцтвом, на відміну від його літературного прототипу, який помер від діабету .
У перших романах Декстера Морс користувався автомобілем «Лянча», проте в телесеріалі, щоб зробити героя більш «англійським», Морс отримав «Ягуар Марк II 2.4» 1960 року випуску, червоного кольору з чорним вініловим дахом, що став неодмінною частиною фільму. Ідея з «Ягуаром» настільки сподобалася Декстеру, що після виходу першого фільму на екрани Морс у його романах також почав їздити на «Ягуарі». Через рік після завершення фільмування «Ягуар» було розіграно як подарунок для конкурсу, а у 2002 році продано на аукціоні за 53 200 фунтів стерлінгів, що в кілька разів перевищило стандартну ціну на цю марку.

### Партнерство Морса та Льюїса
У порівнянні з романами Декстера образ сержанта Льюїса був змінений з немолодого валлійця і колишнього боксера на значно молодшого і щасливішого в шлюбі, хоч і приземленого сержанта поліції з Тайнсайда, який вдало відтіняє образ життєво невлаштованого, цинічного і високособлого Морса. За словами Шарлотти Брансдон, «партнерство Тоу та Кевіна Уотлі забезпечує цілісність серіалу», пропонуючи щось для тієї частини глядачів, «якій може бути нелегко розібратися у світі високої культури Морса». У той час як Морс — колишній оксфордський студент, який захоплюється розгадуванням складних кросвордів, і блискучий одинак, вразливий перед чарами жінок «бальзаківського» віку, Льюїс — «щасливо одружена людина з дітьми, що виконує значну частину біганини і дедукції», який змушений підтримувати свого чудового шефа. Льюїс не завжди може зрозуміти культурні посилання, що виникають в ході розслідування, «опускаючи тим самим серіал на землю — до рівня загальнодоступного телебачення»  .

## Місця фільмування та назви
Фільмування серіалу проводилися головним чином в Оксфорді, а також у Лондоні та його околицях та в селі Еберсоч, розташованому у валлійському окрузі Гуїнет. Як будинок Морса знімався реальний житловий будинок у лондонському районі Ілінг, а інтер'єри поліцейської дільниці та штаб-квартири відділення поліції «Темз Веллі» — у різних частинах Лондона . Фільмування епізоду «Ошуканий польотом» частково проводилися в порту Дувра.
В Оксфорді події фільмування часто проводили безпосередньо в міському середовищі, так і на території та в інтер'єрах коледжів Оксфордського університету. Зокрема, знімання проводили в коледжах «Корпус Крісті» (у фільмі фігурує як «Бьюмонт»), «Брейзноуз» та «Екзетер» (у фільмі — «Лонгсдейл»), «Новий коледж» (у фільмі — коледж «Святого Спасителя»), «Мертон» і «Університетський» (у фільмі — «Бьюмонт»), «Крайст-Черч» (у фільмі — «Уолсі»), а також «Уед». Деяке додаткове знімання проводили також в Ітонському коледжі та лондонському Університеті Брюнеля.

## Музика серіалу
Головна музична тема та інша музика серіалу була написана австралійським композитором Баррінгтоном Фелунгом. У вступних нотах головної теми він ввів мелодію, в якій поєднання букв «MORSE» (Морс) зашифровано за допомогою азбуки Морзе, яке потім повторюється кілька разів. В інтерв'ю виданню Essex Life & Countryside в жовтні 2001 року Фелунг повідомив, що іноді за допомогою азбуки Морзе шифрував у музиці також ім'я вбивці або, навпаки, ім'я іншого персонажа як маневр, що відволікає . Крім того, у серіалі широко використано оперну, хорову та інші види академічної музики, особливо твори улюблених композиторів Морса — Ріхарда Вагнера та Вольфганга Амадея Моцарта.

## Похідні серіали

### «Льюїс»
У 2006 році на ITV вийшов телесеріал «Льюїс», що є сиквелом серіалу «Інспектор Морс». Дія відбувається за кілька років після смерті Морса. Колишній сержант Роберт Льюїс (Кевін Уотлі) з Інспектора Морса повертається в Оксфорд після двох років відсутності після загибелі дружини в автомобільній катастрофі. Льюїс став інспектором, який очолює розслідування. У ході дев'яти сезонів серіалу на екрани вийшло 33 фільми, останній з яких — у листопаді 2015 року.

### «Індевор»
У 2012 році ITV випустила на екрани двогодинний пілотний фільм «Індевор», дія якого відбувається у 1965 році, а головним героєм є молодий детектив – констебль Індевор Морс (Шон Еванс). Після успіху пілотного проєкту компанія протягом семи сезонів (2013—2020) випустила 30 фільмів серіалу, який став приквелом серіалу «Інспектор Морс». У серпні 2019 року серіал був продовжений на восьмий сезон.